# Cinéma jordanien

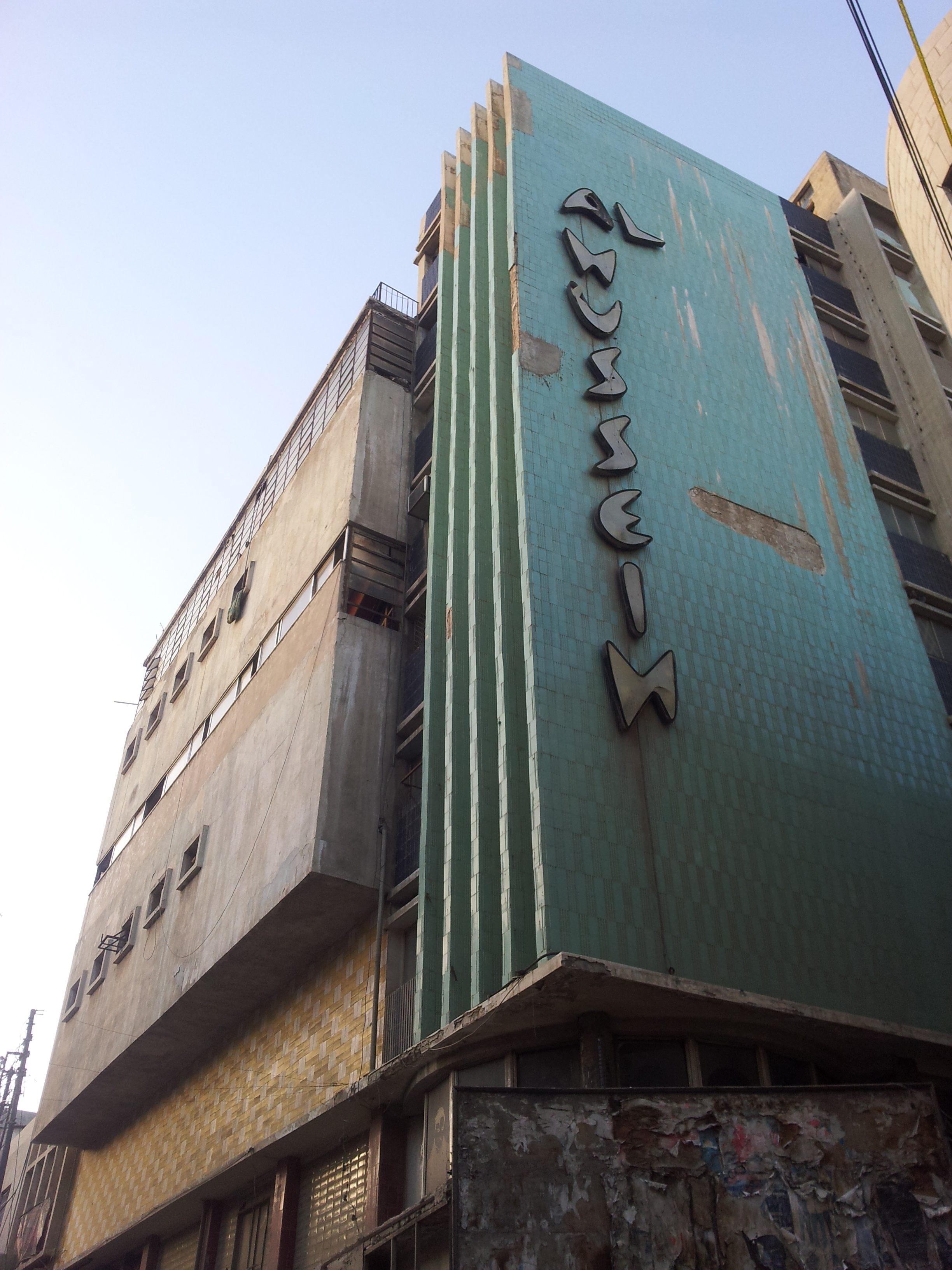
Le cinéma Al-Hussein dans la capitale jordanienne, Amman, qui a été créé en 1958 et a ouvert ses portes le 18 décembre 1960.

Le cinéma jordanien bénéficie d'une bonne variété de paysages susceptibles d'intéresser réalisateurs et publics de partout. Il reçoit un soutien substantiel de la part du gouvernement jordanien.

## Histoire récente
En 2003, la Jordanie a développé la Royal Film Commission of Jordan (RFC, Commission royale du film de Jordanie) afin d'encourager le cinéma dans le pays et de former les cinéastes de Jordanie. Avant la RFC, l'association Amman Filmmakers Cooperative s'activait dans la promotion du cinéma numérique à travers des ateliers gratuits à Amman, la capitale, et par des communautés marginalisées en Jordanie. Les films produits par l'AFC ont reçu un bon accueil international et parfois remporté des récompenses.
La RFC a comme objectif de promouvoir la Jordanie comme un pays où les cinéastes du Moyen-Orient peuvent librement faire des films, en collaboration avec des cinéastes les plus talentueux du monde. Bien que la Jordanie manque encore trop de services comme des studios, des laboratoires et des fournisseurs d'équipement cinématographique, le pays a récemment été utilisé pour recréer des paysages de différents pays du Moyen-Orient trop difficiles pour l'instant, comme l'Irak, l'Afghanistan et les Territoires palestiniens. Le cinéaste Brian De Palma déclare en 2007 que choisir la Jordanie pour remplacer l'Irak avait un sens: «La terrain est très similaire à l'Irak; en plus ils ont là près d'un million de réfugiés irakiens.»
2007 est une bonne année pour la communauté cinématographique jordanienne, avec dix longs métrages tournés sur place, dont trois de production locale.
En 2008, la Jordanie crée le Red Sea Institute of Cinematic Arts (Institut de la Mer Rouge pour les Arts Cinématiques), une école d'études supérieures offrant un Master of Fine Arts en Arts Cinématiques.

## Films tournés en Jordanie - Films jordaniens
Quelques films tournés en Jordanie sont particulièrement connus :
- Indiana Jones et la Dernière Croisade, tourné à Pétra en 1988
- Lawrence d'Arabie, réalisé par David Lean, tourné au Wadi Rum en 1961
- Démineurs, réalisé par Kathryn Bigelow
- Redacted, réalisé par Brian De Palma
- certaines scènes de Transformers 2 : La Revanche (Transformers: Revenge of the Fallen)
- une partie de Fair Game, avec Sean Penn
- une partie de Battle for Haditha, réalisé par Nick Broomfield
- Le film Les Nuits de Mashhad d'Ali Abbasi, travestissant la Jordanie en la ville iranienne de Mashhad, dû à l'impossibilité de tourner en Iran.
- et quelques films jordaniens, dont Captain Abu Raed

## Sources
- (en) Cet article est partiellement ou en totalité issu de l’article de Wikipédia en anglais intitulé « Cinema of Jordan » (voir la liste des auteurs).

### Listes et catégories
- Liste de films jordaniens
- (en) Films